# Plebicula josephina
Plebicula josephina är en fjärilsart som beskrevs av De Sagarra 1924. Plebicula josephina ingår i släktet Plebicula och familjen juvelvingar. Inga underarter finns listade i Catalogue of Life.